# Sädvajaure
Sädvajaure ou Sädvvájávrre est un lac de la partie supérieure du cours du fleuve Skellefteälven, dans la commune d'Arjeplog, en Laponie suédoise. Le lac est en particulier connu pour la forge qui y fut installée entre 1635 et 1659 pour exploiter le minerai de la Mine d'argent de Nasa. Le lac fut successivement aménagé en 1942, 1953 et 1985 comme lac de régulation du Skellefteälven pour la production hydroélectrique. Ainsi, le niveau du lac varie entre 460,7 et 477 m d'altitude.